# (11578) Cimabue
(11578) Cimabue est un astéroïde de la ceinture principale.

## Description
(11578) Cimabue est un astéroïde de la ceinture principale. Il fut découvert le 4 mars 1994 à Colleverde par Vincenzo Silvano Casulli. Il présente une orbite caractérisée par un demi-grand axe de 2,47 UA, une excentricité de 0,08 et une inclinaison de 6,6° par rapport à l'écliptique.

## Origine du nom
Son nom lui a été donné d'après le peintre du duecento italien.

## Compléments